# Lac Pellaud
Le lac Pellaud, également les lacs du Pellaud, se trouve dans la commune valdôtaine de Rhêmes-Notre-Dame.

## Description
Le lac Pellaud se situe dans un petit bois dénommé Jardin des Anglais, aménagé avec des tables de pique-nique.

### Centrale hydroélectrique

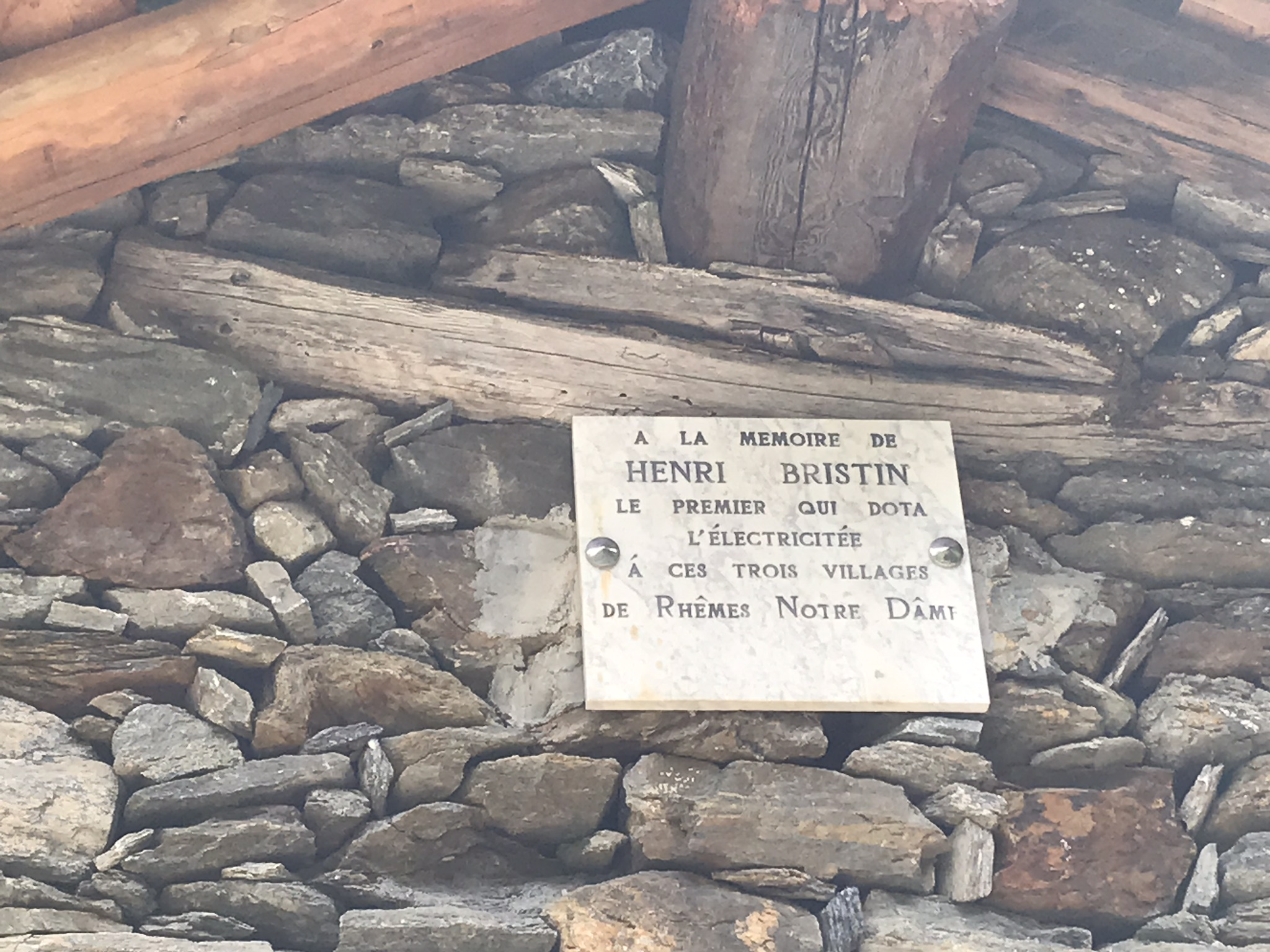
Plaque sur la centrale hydroélectrique.

Près du lac se situe la centrale hydroélectrique, autrefois un moulin connu comme le moulin du Pellaud, aménagée par Henri Bristin en 1921, créateur de la Société coopérative électrique du Lé. La centrale assurait l'approvisionnement en électricité des hameau du Pont, du Pellaud et de Chaudanne.